# Centro Universitário de Brasília
O Centro Universitário de Brasília (CEUB) é uma instituição de ensino superior particular brasileira, com sede em Brasília, no Distrito Federal, e com campus em Brasília (Campus Asa Norte) e Taguatinga (Campus II).
O Campus da Asa Norte possui uma estrutura de 61.829 m², e conta com a biblioteca mais moderna do Distrito Federal, laboratórios de várias áreas, salas de aula confortáveis, além de um amplo parque esportivo. Esse é o maior e mais antigo dos campi do CEUB e oferece uma estrutura completa para a comunidade acadêmica. A instituição é referência em qualidade do ensino superior há mais de 50 anos.
O curso de Direito da Faculdade de Ciências Jurídicas e Sociais - FAJS é um dos mais tradicionais e renomados de Brasília, possuindo em seu corpo docente respeitados juristas, tais como ministros das cortes superiores, procuradores e magistrados.
Em 2022, o curso de Direito do CEUB recebeu mais um selo de qualidade, da 7ª Edição do OAB Recomenda, totalizando seis selos, se tornando a única instituição de ensino particular de Brasília a possuir esse total de selos, figurando em uma seleta lista de cursos recomendados pela Ordem dos Advogados do Brasil - OAB.
O curso de Medicina está entre os cursos mais bem avaliados de Brasília. Para o ensino prático dos estudantes, o curso de Medicina disponibiliza o complexo de Laboratório de Ciências da Saúde do CEUB (LABOCIEN). São mais de 4 mil m², onde os estudantes desenvolvem atividades nas áreas de Biologia Celular, Bioquímica, Biofísica, Farmacologia, Análises Clínicas, Imunologia, Genética, Enzimologia, entre outros. No curso, utiliza-se a metodologia de Aprendizagem Baseada em Problemas (Problem Based Learning) para o ensino dos estudantes. O PBL coloca desafios aos estudantes, permitindo que eles participem ativamente da solução dos problemas.
A Instituição possui um dos melhores Programas de Mestrado e Doutorado em Direito do País, voltando-se para a pesquisa em Direito e Políticas Públicas, tanto por meio do Estado quanto por meio de instrumentos privados, e possui nota 5 pela CAPES. Entre os professores do programa está o Ministro Luís Roberto Barroso, Ministro Luiz Edson Fachin e Ministro Luiz Fux, e outras figuras de renome no universo jurídico.
O CEUB é conveniado às grandes universidades europeias, como a Universidade de Salamanca, na Espanha, e a Universidade de Lisboa, em Portugal, permitindo a internacionalização dos saberes, por meio da movimentação de estudantes brasileiros em universidades renomadas no exterior.

## História

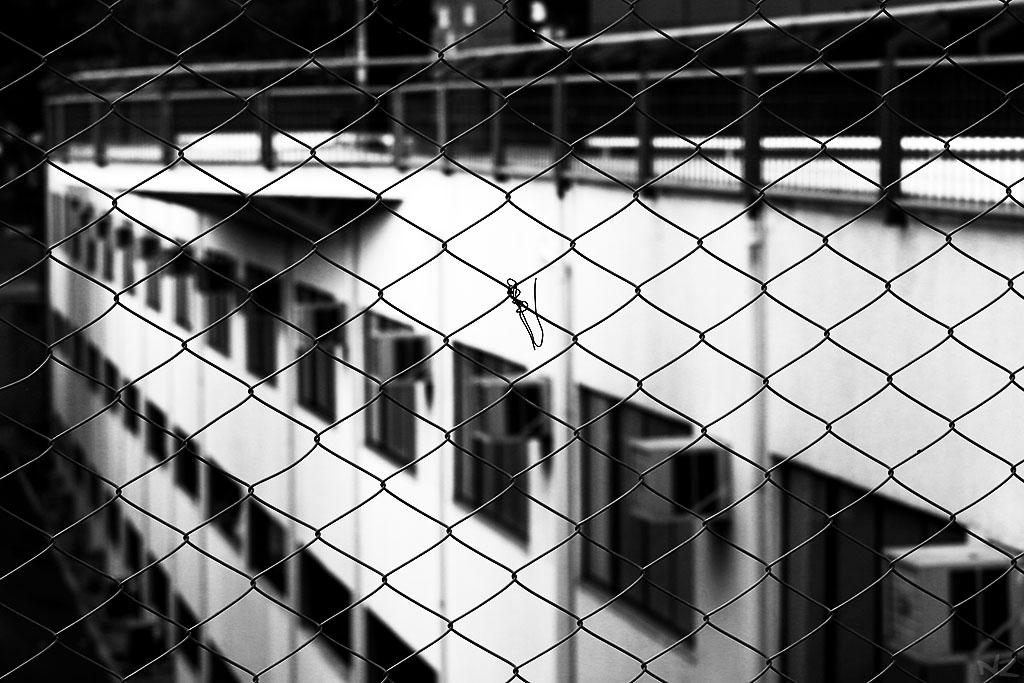
Prédio do bloco 2 do UniCEUB em Brasília

A Instituição foi inaugurada em 1968, com o nome de Centro de Ensino Unificado de Brasília, cuja sigla é CEUB. A instituição foi a primeira em Brasília a oferecer cursos de ensino superior no período noturno.
O MEC transformou a faculdade no primeiro centro universitário de Brasília, na década de 1990. Nessa ocasião, passou a denominar-se Centro Universitário de Brasília (UniCEUB), entretanto popularmente ainda era conhecido pelo seu nome antigo, CEUB.
É o Centro Universitário mais estrelado do Centro-Oeste, segundo o Guia Nacional de Estudantes e possui 5 estrelas nos cursos de Direito, Relações Internacionais e Administração, 4 estrelas nos cursos de Jornalismo, Educação Física, Biomedicina e Fisioterapia e 3 estrelas no curso de Publicidade e propaganda, Psicologia e Ciência Contábeis, de acordo com o Guia.
Conforme o MEC, está entre os três melhores Centros Universitários do País e conta hoje com 26 mil estudantes.
Em 2019, o CEUB adota uma nova identidade visual da marca e, ao final do ano de 2020, a UniCEUB retorna a seu nome anterior, CEUB.

## Cursos
- Administração
- Análise e Desenvolvimento de Sistemas
- Arquitetura e Urbanismo
- Banco de dados
- Biomedicina
- Ciência da Computação
- Ciências Biológicas
- Ciências Contábeis
- Comunicação Social
- Construção de Edifícios
- Direito
- Educação Física
- Enfermagem
- Engenharia Civil
- Engenharia de Computação
- Engenharia Elétrica
- Fisioterapia
- Gastronomia
- História
- Jornalismo
- Medicina
- Medicina Veterinária
- Nutrição
- Psicologia
- Publicidade e Propaganda
- Relações Internacionais
- Segurança da informação
- Serviço social

## Ex-alunos notáveis
- Eunício Oliveira
- Giuseppe Janino
- Ibaneis Rocha
- Natuza Nery
- Poliana Abritta
- Renato Russo
- Tadeu Schmidt
- Daniela Lima